# Bro culture

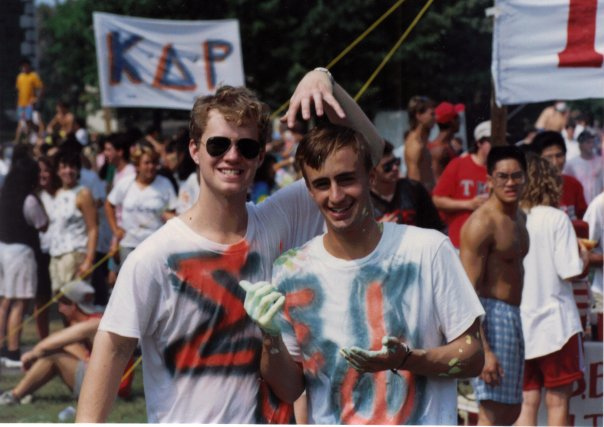
Due bro

La bro culture è una subcultura, nata negli Stati Uniti d'America ma anche radicata negli altri paesi anglosassoni, composta principalmente da giovani bianchi di sesso maschile (da cui il "bro" -contrazione della parola inglese brother, ossia "fratello"-) dediti a far festa. I suoi appartenenti sono detti bro (pl. bros).

## Etimologia
Il bro al quale attinge la bro culture è una contrazione della parola inglese brother (lett. "fratello"), già utilizzato nel Settecento e l'Ottocento in alcuni documenti e opere artistiche. La parola entrò nel linguaggio comune solamente nel Novecento per indicare qualcuno a cui si è particolarmente legati, specie fra gli afroamericani meno abbienti.

## Descrizione

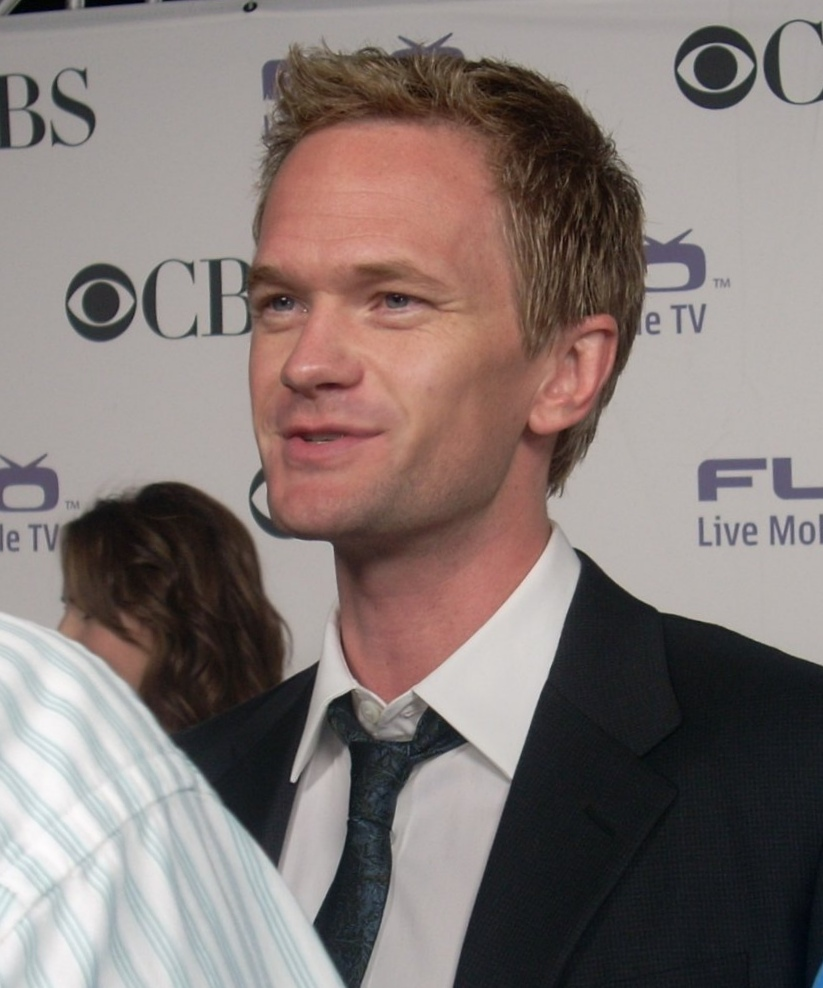
Neil Patrick Harris, l'attore che interpreta Barney Stinson della serie How I Met Your Mother, personaggio che incarna la mentalità dei bro.

La bro culture è composta in genere da bianchi di sesso maschile tra i 20 e i 35 anni e che amano prendere parte a delle feste assieme agli altri membri della stessa subcultura. L'abbigliamento dei bro è al contempo informale ed elegante, composto perlopiù da abiti sportivi e dello stile preppy, tra cui berretti da baseball, polo, pantaloni cachi, scarpe da barca e sandali.
Esistono quattro diverse tipologie di bro: i dudely, i jockish, i preppy e gli stoner-ish: i dudely stringono forti relazioni omosociali di gruppo; i jockish hanno una certa prestanza fisica, sono abili negli sport di squadra e provano un non sfrenato interesse per gli alcolici; i preppy indossano abiti Abercrombie & Fitch e ostentano il loro presunto "privilegio sociale"; gli stoner-ish mostrano una certa aria svagata sul modello dei surfisti e, a volte, consumano la cannabis.
Nonostante ciò, non esistono delle caratteristiche che la definiscono in modo coerente o concreto: possono infatti appartenervi anche delle donne e delle persone di etnia non caucasica e si differenzia a seconda del contesto geografico (in California, ad esempio, essa si sovrappone alla cultura del surf).
La bro culture è stata oggetto di alcune polemiche. Stando ai suoi detrattori, essa promuoverebbe un modello di vita basato sul privilegio, l'autoreferenzialità e diverse forme di mascolinità tossica, talvolta degenerate nel binge drinking e nella cultura dello stupro.